# Guardando la luna (Napoli RMX)
Guardando la luna (Napoli RMX) è un singolo del rapper italiano Clementino, pubblicato l'11 maggio 2023 come primo estratto dal nono album in studio Grande anima.

## Descrizione
Il brano è stato pubblicato precedentemente a marzo 2023 sui canali social di Clementino come remix del singolo Quevedo: Bzrp Music Sessions Vol. 52 ed è stato approvato dallo stesso Bizarrap.

## Video musicale
Il video è stato reso disponibile il 15 giugno 2023 sul canale YouTube del rapper.

## Tracce
1. Guardando la luna (Napoli RMX) – 3:18